# Grup nòrdic de satèl·lits de Saturn

Diagrama il·lustratiu de les òrbites dels satèl·lits irregulars de Satrun,
- El semieix major de l'òrbita sobre l'eix horitzontal en milions de km.
- La inclinació sobre l'eix vertical. Els satèl·lits per sota de l'eix horitzontal (i>90) són retrògrads.
- La mida del cercle indica la mida relativa del satèl·lit.
- Les barres horitzontal indiquen l'excentricitat de les òrbites des del periàpside al apoàpside, és a dir, les variacions de la distància del satèl·lit respecte de Saturn.
La il·lustració mostra els tres grups : el grup inuit a dalt, el grup gal just a sota i el grup nòrdic per sota de l'eix horitzontal.

El grup nòrdic és un grup gran de satèl·lits de retrògrads de Saturn. Els seus semieixos majors varien entre els 12 i els 24 milions de km, les seves inclinacions estan entre els 136° i 175°, i les seves excentricitats entre els 0,13 i 0,77. A diferència dels grups inuit i gal, els paràmetres orbitals són molt dispersos i possiblement aquest grup estaria format per diferents subgrups amb paràmetres físics i orbitals més homogenis. Per exemple, els satèl·lits amb inclinacions al voltant dels 174 graus podrien dividir-se en almenys dos subgrups:
Vuit d'ells formarien el subgrup Skadi. Amb semieixos majors variant entre 15 i 20 milions de km, inclinacions entre 147° i 158°. Narvi juntament amb Bestla fromaria un altre subgrup.
Els membres dels grup són, en ordre creixent de distància a Saturn:
- Febe
- Skadi (Subgrup Skadi)
- S/2007 S 2
- Skoll (Subgrup Skadi)
- Greip
- Hyrrokkin (Subgrup Skadi)
- S/2004 S 13
- S/2004 S 17
- Jarnsaxa
- Mundilfari
- S/2006 S 1 (Subgrup Skadi)
- Narvi (Subgrup Narvi)
- Bergelmir (Subgrup Skadi)
- Suttungr
- S/2004 S 12
- S/2004 S 7
- Hati
- Bestla (Subgrup Narvi)
- Farbauti (Subgrup Skadi)
- Thrymr
- S/2007 S 3
- Aegir
- S/2006 S 3 (Subgrup Skadi)
- Kari (Subgrup Skadi)
- Fenrir
- Surtur
- Ymir
- Loge
- Fornjot

## Denominació
La Unió Astronòmica Internacional (UAI) ha assignat a aquests satèl·lits noms provinents de la mitologia nòrdica (principalment gegants). Febe, el més gran, constitueix una excepció, ja que fou descobert molt abans que els altres.